# Locrian & Christoph Heemann
Locrian & Christoph Heemann — совместный альбом дроун-группы Locrian и немецкого музыканта Кристофа Хееманна, выпущенный 18 сентября 2012 года на лейбле Handmade Birds.

## Список композиций
| №  | Название             | Длительность |
| -- | -------------------- | ------------ |
| 1. | «Hecatomb»           | 12:24        |
| 2. | «Loathe The Light»   | 11:16        |
| 3. | «Edgeless City»      | 15:10        |
| 4. | «The Drowned Forest» | 12:24        |

## Участники записи
- Андре Фуа — электрогитара, 12-струнная гитара
- Теренс Ханнум — вокал, орган, синтезатор, фортепиано
- Стивен Хесс — барабаны
- Кристоф Хееманн — синтезатор, электроника

### Технический персонал
- Джейсон Уорд — мастеринг
- Шон Дэк — обложка
- Грег Норман — запись
- Майк Хаглер — запись